# Zastava M72
La Zastava M72 es una ametralladora ligera diseñada y fabricada por la entonces compañía yugoslava Zastava Arms. Generalmente, la M72 es casi una copia directa de la ametralladora ligera RPK soviética, las únicas diferencias están en el cañón, la culata de madera, sin riel lateral y ligeramente en el diseño del guardamanos de madera.

## Descripción

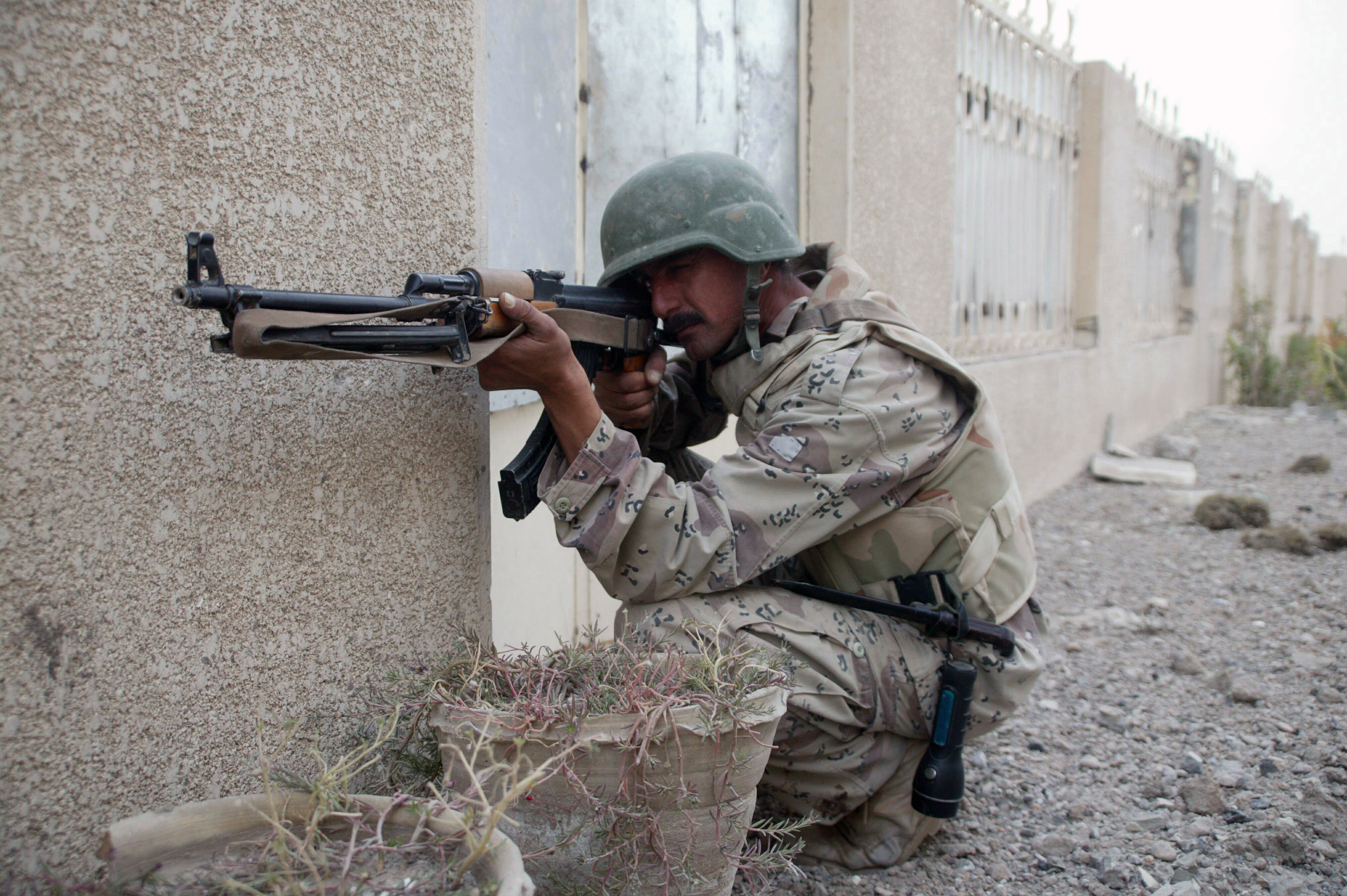
Soldado irakí apuntando una M72.

La Zastava M72 dispara el cartucho 7,62 x 39 M67. Es un arma de fuego alimentada por tambor, refrigerada por aire y operada por gas con una culata fija.
Esta arma es una copia cercana de la ametralladora ligera RPK soviética. Hay algunas diferencias en la M72/M72A. No tiene un soporte de riel lateral para mira óptica, la culata también es diferente y tiene la forma de un fusil AK-47 normal. Tiene un cajón de mecanismos reforzado, miras nocturnas y no tiene asa de transporte. El cañón también se diferencia de otras ametralladoras RPK por las aletas de enfriamiento que ayudan a disipar el calor del fuego prolongado. La M72 solo aparece con un cañón de perfil pesado a diferencia de las ametralladoras ligeras RPK rusas y rumanas que pueden venir en configuraciones de cañón ligero o pesado.

## Variantes
- M72: Versión estándar con culata de madera fija. Posee un cajón de mecanismos fresado.
- M72B1: Igual que el M72, pero con un cajón de mecanismos de chapa de acero estampada actualizado, en lugar del cajón de mecanismos fresado
- M72AB1: Igual al M72B1, pero con una culata plegable y bípode desmontable.
- Al Quds: Variante irakí producida bajo licencia.

## Usuarios
- Afganistán[6]
- Armenia[7]
- Egipto[8]
- Irak
- Serbia

### Usuarios no estatales
- Frente de Liberación Oromo[1]
- Talibán[9]

### Usuarios anteriores
- Muyahidines afganos[7]
- Yugoslavia